# 트로트 하이웨이 (대전교통방송)
트로트 하이웨이는 TBN 대전교통방송, TBN 충남교통방송(대전·세종·충청 FM 102.9MHz, 충남 FM 103.9MHz, 천안·아산 FM 103.1MHz)에서 주말 오후 2시부터 3시 55분까지 DJ 멘트 없이 방송한 대전과 세종 충남권 지역의 7080 트로트, 최신 트로트 음악 프로그램이다.

## 프로그램 소개
- 즐거운 주말 오후, 트로트랑 같이 쭉~ 달려봅시다! 7080 트롯부터 최신 트롯까지 2시간동안 진행되는 트로트 플레이리스트